# Старые Тинчали
Ста́рые Тинчали́ (тат. Иске Тинчәле) — село в Буинском районе Республики Татарстан, административный центр Старотинчалинского сельского поселения.

## География
Село находится на реке Чильча, в 20 км к юго-западу от районного центра, города Буинска.

## История
В окрестностях села выявлены археологические памятники: Старотинчалинские селища I, II (булгарский памятник домонгольского периода), Старотинчалинское поселение (срубная культура).
Основано в 1670-х годах. В XVIII – первой половине XIX века жители относились к категории государственных крестьян, выполняли лашманскую повинность. Основные занятия жителей в этот период – земледелие и скотоводство.
В «Списке населенных мест по сведениям 1859 года», изданном в 1863 году, населённый пункт упомянут как лашманская деревня Старые Тинчали 1-го стана Буинского уезда Симбирской губернии. Располагалась при речке Малой Тильчи, на коммерческом тракте из Буинска в Карсун, в 17 верстах от уездного города Буинска и в 20 верстах от становой квартиры во владельческой деревне Малая Цыльна. В деревне в 134 дворах жили 1424 человека (701 мужчина и 723 женщины). Были 2 мечети.
В начале XX века в селе функционировали 4 мечети, 3 медресе, мектеб (1910 год), 26 торгово-промышленных заведений. В этот период земельный надел сельской общины составлял 3426,3 десятины.
В 1923 году в селе открыта начальная школа. В 1930 году — организован колхоз.
До 1920 года село входило в Старо-Студенецкую волость Буинского уезда Симбирской губернии. С 1920 года в составе Буинского кантона ТАССР. С 10 августа 1930 года – в Буинском, с 10 февраля 1935 года – в Будённовском (с 29 ноября 1957 года – Цильнинский), с 12 октября 1959 года в Буинском районах.

## Население
| 1859 | 1897 | 1913 | 1920 | 1926 | 1938 | 1949 | 1958 | 1970 | 1979 | 1989 | 2002 | 2010 | 2015 |
| ---- | ---- | ---- | ---- | ---- | ---- | ---- | ---- | ---- | ---- | ---- | ---- | ---- | ---- |
| 1424 | 2173 | 3021 | 2456 | 2043 | 1990 | 1395 | 983  | 980  | 928  | 515  | 469  | 346  | 349  |

Национальный состав села: татары.
Известные уроженцы
- К. А. Абрамов (1897–1938) – государственный деятель, председатель СНК ТАССР (в 1930–1937 годах), кавалер ордена Ленина.

## Экономика
Жители работают преимущественно в ООО «Ак Барс Буинск», занимаются полеводством, мясо-молочным скотоводством.

## Социальные объекты
В селе действуют неполная средняя школа, детский сад, дом культуры, библиотека, фельдшерско-акушерский пункт.

## Религиозные объекты
Мечеть (с 1992 года).